# Comuna Holboca, Iași
Holboca este o comună în județul Iași, Moldova, România, formată din satele Cristești, Dancu, Holboca (reședința), Orzeni, Rusenii Noi, Rusenii Vechi și Valea Lungă.

## Așezare
Comuna are o suprafață totală de 50,04 km². Holboca se află în estul județului, la est de municipiul Iași, pe malul stâng al Bahluiului.
În comuna Holboca se află pădurea Dancu-Iași și acumularea Chirița, arii protejate (prima forestieră, a doua acvatică) în care sunt ocrotite multiple specii arboricole, respectiv piscicole.

## Demografie
Componența etnică a comunei Holboca
     Români (82,75%)
     Romi (2,1%)
     Alte etnii (0,1%)
     Necunoscută (15,05%)
Componența confesională a comunei Holboca
     Ortodocși (81,73%)
     Romano-catolici (1,11%)
     Alte religii (1,34%)
     Necunoscută (15,82%)
Conform recensământului efectuat în 2021, populația comunei Holboca se ridică la 13.697 de locuitori, în creștere față de recensământul anterior din 2011, când fuseseră înregistrați 11.971 de locuitori. Majoritatea locuitorilor sunt români (82,75%), cu o minoritate de romi (2,1%), iar pentru 15,05% nu se cunoaște apartenența etnică. Din punct de vedere confesional, majoritatea locuitorilor sunt ortodocși (81,73%), cu o minoritate de romano-catolici (1,11%), iar pentru 15,82% nu se cunoaște apartenența confesională.

## Politică și administrație
Comuna Holboca este administrată de un primar și un consiliu local compus din 17 consilieri. Primarul, Neculai-Aurel Pamfil[*], de la Partidul Național Liberal, este în funcție din octombrie 2020. Începând cu alegerile locale din 2024, consiliul local are următoarea componență pe partide politice:
|  | Partid                          | Consilieri | Componența Consiliului | Componența Consiliului | Componența Consiliului | Componența Consiliului | Componența Consiliului | Componența Consiliului | Componența Consiliului | Componența Consiliului | Componența Consiliului | Componența Consiliului |
|  | ------------------------------- | ---------- | ---------------------- | ---------------------- | ---------------------- | ---------------------- | ---------------------- | ---------------------- | ---------------------- | ---------------------- | ---------------------- | ---------------------- |
|  | Partidul Național Liberal       | 10         |                        |                        |                        |                        |                        |                        |                        |                        |                        |                        |
|  | Partidul Social Democrat        | 4          |                        |                        |                        |                        |                        |                        |                        |                        |                        |                        |
|  | Alianța pentru Unirea Românilor | 2          |                        |                        |                        |                        |                        |                        |                        |                        |                        |                        |
|  | Uniunea Salvați România         | 1          |                        |                        |                        |                        |                        |                        |                        |                        |                        |                        |

## Istorie
La sfârșitul secolului al XIX-lea, comuna făcea parte din plasa Braniștea a județului Iași și era formată din satele Holboca, Dancu, Valea Lungă, Rusenii Vechi, Rusenii Noi și Coada Stâncii, având în total 1455 de locuitori. În comună funcționau trei mori de apă, patru de vânt și trei de aburi, trei biserici și o școală. Anuarul Socec din 1925 o consemnează în plasa Copou a aceluiași județ, având 1942 de locuitori în satele Dancu, Cristești, Holboca, Orzeni, Ruseni și Valea Lungă.
În 1950, comuna a fost transferată orașului regional Iași, reședința regiunii Iași. În 1968, a devenit, în alcătuirea actuală, comună suburbană a municipiului Iași. În 1989, s-a renunțat la conceptul de comună suburbană, comuna fiind subordonată direct județului Iași.

## Monumente istorice

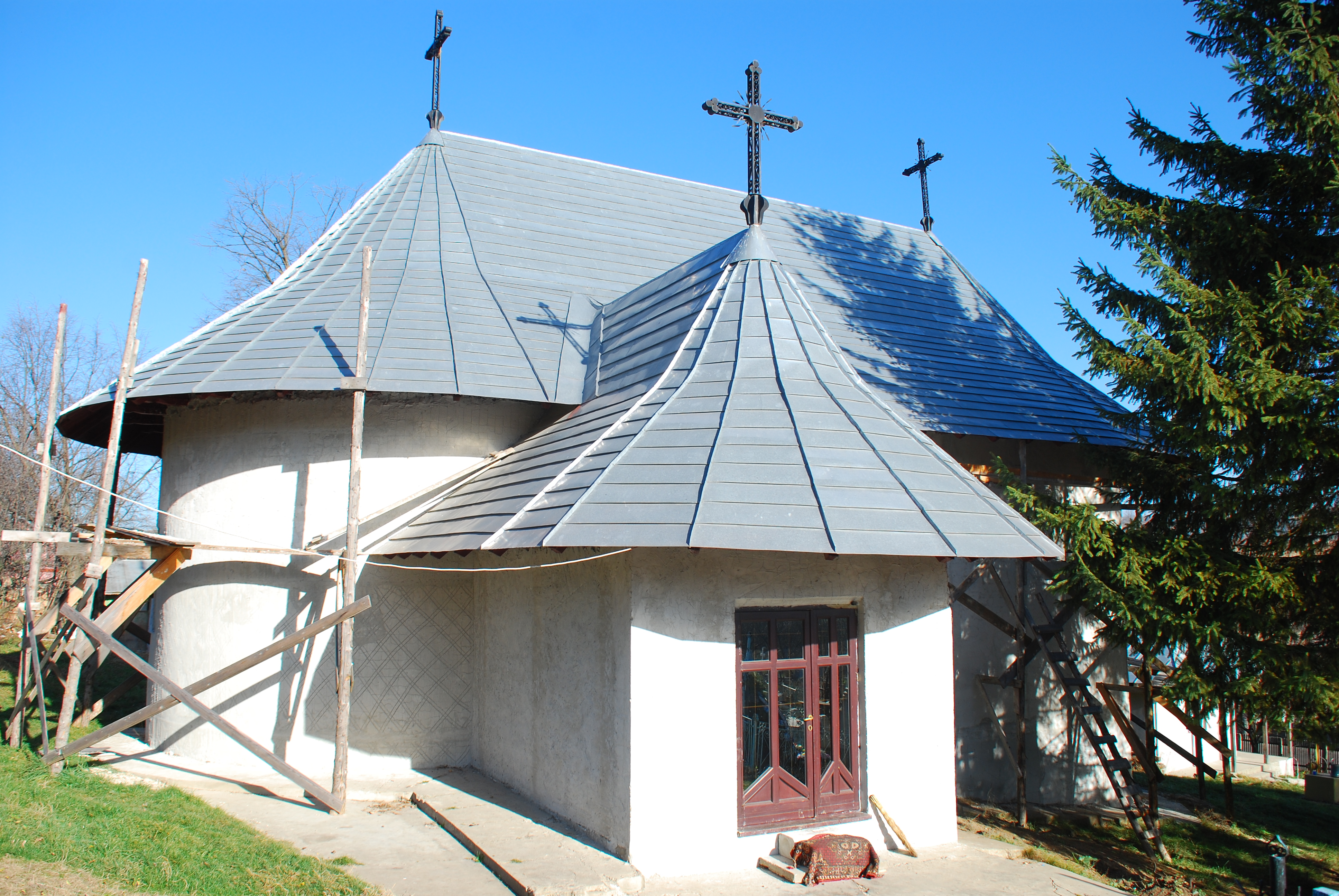
Biserica „Adormirea Maicii Domnului” din Rusenii Vechi, monument istoric

Cinci obiective din comuna Holboca sunt incluse în lista monumentelor istorice din județul Iași ca monumente de interes local. Trei dintre ele sunt situri arheologice: așezarea de la „Izvorul Pândarului”, datând din paleoliticul superior; situl de la Dancu (aflat în marginea de est a satului); și situl de „peste Baltă” („Pârliți”), aflat al 600 m est de satul Holboca. Situl de la Dancu are urme de așezări din Epoca Bronzului Târziu (cultura Noua), secolele al III-lea–al II-lea î.e.n. (perioada Latène), secolul al IV-lea e.n. (epoca daco-romană) și secolele al XVII-lea–al XVIII-lea. Situl de peste Baltă cuprinde așezări din eneoliticul final (cultura Horodiștea-Erbiceni), Epoca Bronzului Târziu (cultura Noua), perioada Halstatt, secolele al III-lea–al II-lea î.e.n., secolele al IV-lea–al V-lea, secolul al V-lea (epoca migrațiilor), secolele al X-lea–al XI-lea (Evul Mediu Timpuriu), secolele al XIV-lea–al XV-lea și al XVII-lea–al XVIII-lea.
Celelalte două obiective sunt clasificate ca monumente de arhitectură: biserica „Sfântul Nicolae” (1805) din satul Holboca, și biserica „Adormirea Maicii Domnului” (1820) din satul Rusenii Vechi.

## Transport
Comuna este străbătută de șoselele județene DJ249A și DJ249C, ambele legând-o spre sud-vest de Iași. Prima duce spre nord-est la Ungheni, iar a doua la Golăiești. Din DJ249A, la Holboca se ramifică șoseaua județeană DJ248D, care duce spre sud la Tomești (unde se intersectează cu DN28) și Bârnova (unde se termină în DN24). Prin comună trece și calea ferată Iași-Ungheni, care este deservită de halta Holboca și în care au oprire trenurile Regio Iași - Ungheni Prut Hm și retur.
Cartierul Dancu reprezintă capăt de linie al tramvaiului cu numărul 3 (Gară-Dancu). De asemenea, există numeroși transportatori privați care operează pe raza comunei Holboca sau care tranzitează comuna Holboca.

## Personalități marcante
- Ion Negrescu (1893-1977), politician, primar al Chișinăului (1928–1931).